# 제1SS기갑사단 경호친위대 아돌프 히틀러
제1SS기갑사단 라이프슈탄다르테(경호친위대) SS 아돌프 히틀러(독일어: 1. SS-Panzerdivision „Leibstandarte SS Adolf Hitler“ 에어스테 에스에스 판처디비지온 "라이프슈탄다르테 에스에스 아돌프 히틀러"[*]), 약칭 제1SS기갑사단 LSSAH(독일어: 1. SS-Pz.Div. LSSAH 에어스테 에스에스-판처디비지온 엘에스에스아하[*])는 아돌프 히틀러의 경호를 담당한 무장SS 사단이다. 본래 연대규모였으나 확대를 거듭해 사단 규모의 병력이 되었다.
초기 지휘관은 바이에른 경찰 출신의 요제프 "제프" 디트리히로 라이프슈탄다르테는 폴란드 전역부터 거의 모든 독일군 공세에 참전한 몇 안 되는 사단들 중 하나였다.
1945년 베를린 전투에서 히틀러가 자살한 뒤, 라이프슈탄다르테는 소련군의 포위를 돌파하려 했으나 실패하고 대부분이 자살하거나 포로로 붙잡혔다.
비엔나를 빼앗긴 이후, 라이프슈탄다르테는 1945년 5월 8일 오스트리아의 도시 슈타이어에서 미군에 항복했다.

## 부대 연혁
- 1932년 3월 17일: 1개 (경호)중대로 창설
- 1933년 5월: 2개 중대로 확장
- 1933년 9월: 3개 중대로 확장 및 SS-LAH 명칭 사용 (2개 중대 편성의 1개 대대 + 제3중대)
- 1934년 10월: 연대 규모로 확장 (각 4개 중대 편성의 3개 대대 + 제13중대, 제14중대)

당시 부대 명칭은 '경호친위대 아돌프 히틀러' (Leibstandarte SS Adolf Hitler, LSSAH)
- 1933년 8월: '차량화보병연대 LSSAH'로 개칭 (Infanterie-Regiment (mot) Leibstandarte SS Adolf Hitler)
- 1940년 6월: 증강된 여단 규모로 확장 (3개 보병대대 + 중화기대대 + 호위대대 + 포병연대 등 10,796명 편성)

당시 부대 명칭은 'SS차량화사단 LSSAH' (SS-Motorisierte Division "Leibstandarte SS Adolf Hitler")
- 1942년 11월: 'SS기갑척탄병사단 LSSAH'로 개편 및 개칭 (SS-Panzergrenadier Division "Leibstandarte SS Adolf Hitler")
- 1943년 9월~10월: '제1SS기갑사단 LSSAH'로 개편 및 개칭 (1. SS-Panzer-Division "Leibstandarte SS Adolf Hitler")

## 같이 보기
- 제1SS기갑군단
- 독일 국방군의 사단 목록
- SS여단 슐트